# Zingiber macroglossum
Zingiber macroglossum là một loài thực vật có hoa trong họ Gừng. Loài này được Theodoric Valeton miêu tả khoa học đầu tiên năm 1918.

## Mẫu định danh
Mẫu định danh: Lörzing J.A. 5235; do Julius August Lörzing (1872-1945) thu thập ở cao độ 300 m, tọa độ khoảng 3°19′0″B 98°35′0″Đ / 3,31667°B 98,58333°Đ, Sibolangit, huyện Deli Serdang, tỉnh Bắc Sumatra. Mẫu holotype lưu giữ tại Trung tâm Nghiên cứu Sinh học Indonesia ở Cibinong (BO), mẫu isotype lưu giữ tại Naturalis, Leiden, Hà Lan (L).

## Từ nguyên
Tính từ định danh macroglossum bao gồm tiền tố macro- (tiếng Hy Lạp: μακρός (makrós)) nghĩa là dài, lớn và tiếng Hy Lạp: γλῶσσα (glôssa) nghĩa là lưỡi; ở đây để nói tới lưỡi bẹ dài và rộng của loài này.

## Phân bố
Loài này là đặc hữu đảo Sumatra; có tại tỉnh Bắc Sumatra, Indonesia. Môi trường sống là rừng nhiệt đới ẩm ướt vùng đất thấp, ở cao độ tới 300 m.

## Mô tả
Cây thảo cao 2-3,5 m, hơi rủ xuống. Lá to (tới 0,5 m), không cuống lá, hình mác, đáy thon rất nhỏ và có rãnh, đỉnh nhọn hơi nhọn thon, mặt trên nhẵn nhụi, mặt dưới có lông nhỏ áp ép, lông rung, 40-50 × 11 cm (khi khô). Lưỡi bẹ to, dài 5–7 cm, rộng 2–3 cm, dạng giấy, như thủy tinh, đỉnh gần nguyên, lưng và bẹ có lông nhỏ. Cành hoa bông thóc có cuống, cuống cụm hoa dài 20–40 cm, cuối cùng phủ phục hoặc cong-cong xuống; vảy thuôn dài rộng, 7 × 2 cm, như da, có lông măng, phần trên xếp lợp. Cành hoa bông thóc hình trứng-thuôn dài, hơi tù, 13 × 4,5 cm. Lá bắc áp ép chặt, thuôn dài hoặc hìn elip rộng, thuôn tròn, mấu nhọn không có hoặc khó thấy, mép rộng (3–4 mm khi khô), có lông măng mỏng, mép có lông nhung, các lá bắc ở phần dưới và giữa cành hoa kích thước 6,5 × 3,5 cm. Hoa tổng thể màu trắng. Các lá bắc màu vàng xám, mép màu nâu-đỏ hoặc tổng thể màu nâu-đỏ. Bao phấn màu vàng nhạt.